# Edward H. Levi

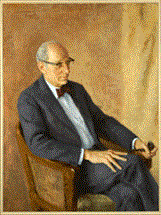
Edward H. Levi (Porträt im Justizministerium)

Edward Hirsch Levi (* 26. Juni 1911 in Chicago, Illinois; † 7. März 2000 ebenda) war ein US-amerikanischer Jurist, Politiker (Republikanische Partei) und Justizminister (Attorney General).

## Studium und berufliche Laufbahn
Levi, dessen Vater und Großvater Rabbiner waren, absolvierte zunächst ein allgemein bildendes Studium an der University of Chicago, welches er 1932 mit einem Bachelor of Arts (A.B.) beendete. Anschließend studierte er Rechtswissenschaften an der Law School der University of Chicago und schloss dort 1935 als Juris Doctor (J.D.) ab. Im folgenden Jahr wurde er dort nicht nur Assistenzprofessor für Rechtswissenschaften, sondern auch als Rechtsanwalt in Illinois zugelassen. 1938 erwarb er dann noch einen Doctor of Laws (J.S.D.) an der Yale University.
Nach dem Krieg kehrte er an die University of Chicago als Professor zurück und wurde 1950 zum Dekan der juristischen Fakultät ernannt. 1962 trat er als Dekan zurück, um das Amt des Provost der Universität Chicago anzutreten. Ebenfalls 1962 wurde er in die American Academy of Arts and Sciences gewählt. 1986 wurde er deren Präsident. Seit 1978 war er Mitglied der American Philosophical Society.

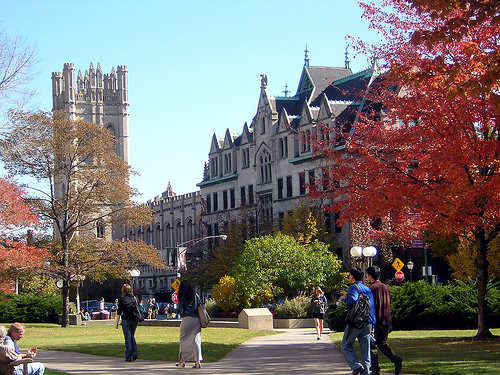
Campus der University of Chicago

Vom 14. November 1968 bis zum 14. Januar 1975 war er schließlich als Nachfolger des Biologen und Medizin-Nobelpreisträgers von 1958, George Wells Beadle, Präsident der University of Chicago. Während seiner Amtszeit kam es zu Studentenunruhen sowie zu Besetzungen des Universitätsgebäudes durch Studenten.
Nach seiner Amtszeit als Justizminister kehrte er als Professor für Rechtswissenschaften an die University of Chicago zurück, deren Stiftungsrat (Board of Trustees) er ebenfalls angehörte. Zudem war er 1977 bis 1978 Gastprofessor an der Law School der Stanford University. Später war er außerdem Mitglied des Stiftungsrates der John D. und Catherine T. MacArthur Foundation, die seit 1981 mit je 500.000 US-Dollar dotierte Stipendien (MacArthur Fellowship) für kreative Köpfe und Wissenschaftler in den USA vergibt. 1985 trat er in den Ruhestand und wurde Professor Emeritus.
Sein Sohn David, der bis Juni 2007 Vorsitzender Richter des U.S. District Court von Ost-Kalifornien war, wurde im Juli 2007 Dekan der Law School der Duke University in Durham.

## Politische Laufbahn

### Regierungsberater
Neben seiner Laufbahn als Professor nahm er immer wieder Beratungstätigkeiten für die Regierung wahr. Während des Zweiten Weltkrieges war er von 1940 bis 1945 Spezialassistent der Justizminister Robert H. Jackson und Francis Biddle in der Abteilung für Wettbewerbsrecht (Antitrust Division). Während dieser Zeit war er 1944 auch Vorsitzender des Interministeriellen Komitees für Monopole und Kartelle.
1950 war er Chefberater im Monopolunterausschuss des Justizausschusses des US-Repräsentantenhauses.
Während der Amtszeit von Präsident Lyndon B. Johnson war er 1964 Mitglied der Zentralen Arbeitsgruppe des Weißen Hauses für Innenpolitik sowie danach von 1966 bis 1967 der Sonderarbeitsgruppe für Erziehung. Präsident Richard Nixon berief ihn zwischen 1969 und 1970 in die Sonderarbeitsgruppe für Höhere Bildung.

### Justizminister unter Präsident Ford
Am 14. Januar 1975 berief ihn Präsident Gerald Ford als Attorney General in sein Kabinett. Während seiner Amtszeit erließ Levi 1976 eine Reihe von Anweisungen zur Beschränkung der Tätigkeiten des Federal Bureau of Investigation (FBI). Diese Leitfäden setzten eindeutige Beweise voraus, bevor das FBI mit geheimdienstähnlichen Methoden wie Telekommunikationsüberwachung und dem Betreten von Wohnungen ohne vorherige Warnung tätig werden durfte. Diese Regelungen wurden sieben Jahre später jedoch durch neue Anweisungen von Justizminister William French Smith ersetzt. Ein wesentlicher Schwerpunkt seiner Tätigkeit als Justizminister war jedoch insbesondere die Reorganisation des Justice Department nach der Watergate-Affäre.
Schließlich überzeugte er Präsident Ford davon, seinen Chicagoer Universitätskollegen John Paul Stevens 1975 zum Richter an den Supreme Court of the United States zu berufen.

## Veröffentlichungen
- An Introduction to Legal Reasoning. 1949
- Point of View: Talks on Education. Gesammelte Reden, 1974